# Nick de Firmian
Nicholas Ernest de Firmian (Nick de Firmian; * 26. Juli 1957 in Fresno, Kalifornien) ist ein US-amerikanischer Schachgroßmeister und Autor von Schachbüchern.

## Leben
De Firmian hat Physik studiert und einen Abschluss an der Universität von Kalifornien in Berkeley gemacht. 1979 wurde er Internationaler Meister und 1985 Großmeister.
Dreimal, 1987 zusammen mit Joel Benjamin, 1995 und 1998 hat er die US-amerikanische Meisterschaft gewonnen. Im Jahre 2002 war er mit Larry Christiansen geteilter Erster und verlor gegen diesen den Stichkampf.
Unter seinen Erfolgen bei offenen Turnieren ragen sein Sieg bei der kanadischen offenen Meisterschaft 1983 und der Gewinn des ersten Preises beim World Open 1986 heraus, welcher in seiner Höhe von 21.000 US-$ zur damaligen Zeit einen Rekord für offene Turniere darstellte. De Firmian ist Gründungsmitglied von Prochess, einer Interessengruppe von Großmeistern zur Förderung des Schachspieles in den Vereinigten Staaten.

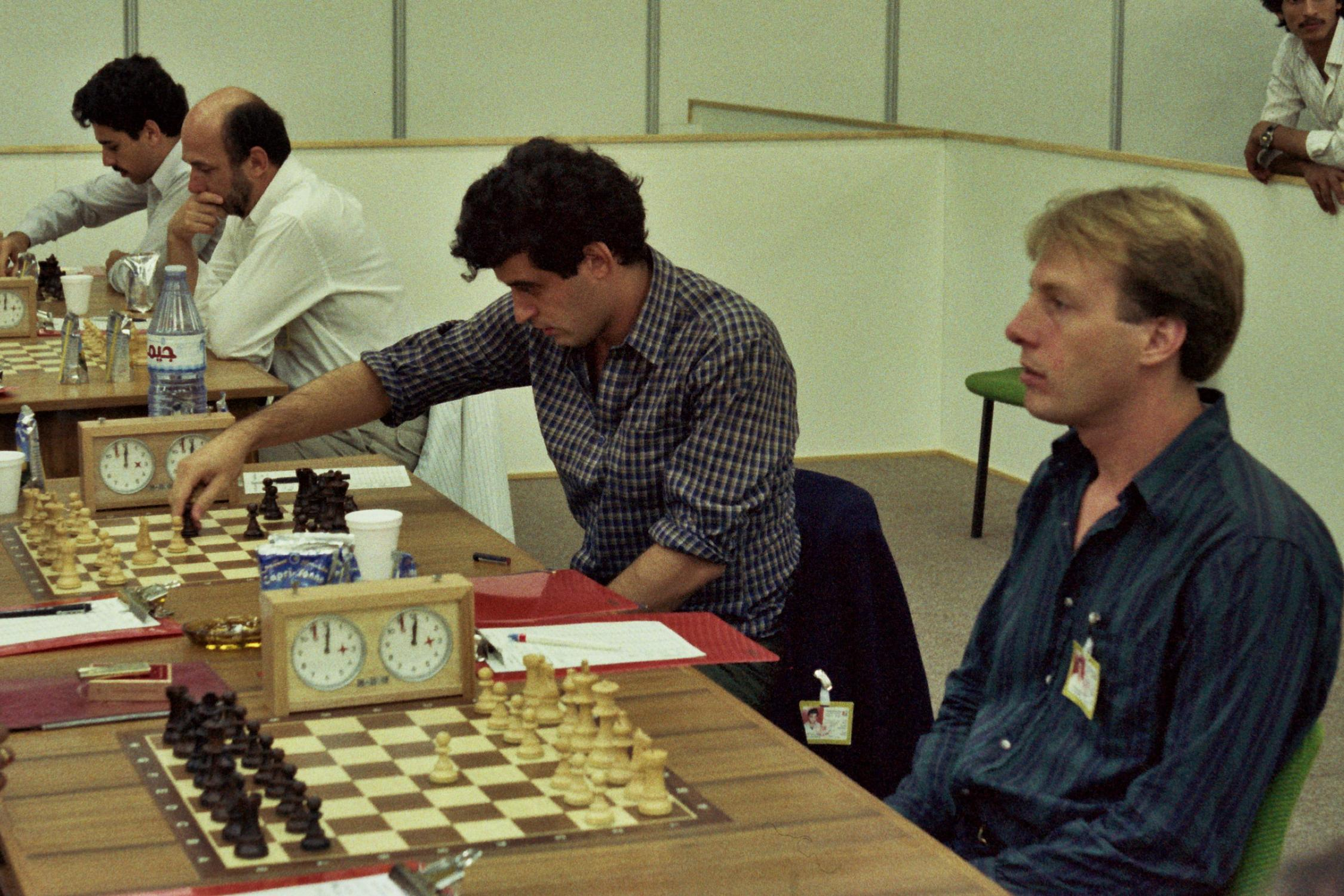
Yasser Seirawan, Lubomir Kavalek, John Fedorowicz und Nick de Firmian bei der Schacholympiade 1986 in Dubai

De Firmian gilt als Fachmann für Schacheröffnungen. Er ist Autor von Eröffnungsbüchern und hat die 13. – 15. Ausgabe des Standardwerkes Modern Chess Openings verfasst. Er war beteiligt am Aufbau des Eröffnungsbuches für den Schachcomputer Deep Blue vor dessen zweitem Match 1997 gegen den Weltmeister Garri Kasparow, welches der Computer gewonnen hat.
Im Jahre 2006 hat de Firmian eine revidierte und erweiterte Ausgabe von Chess Fundamentals, einem Werk des dritten Schachweltmeisters José Raúl Capablanca aus dem Jahre 1921, herausgegeben. Diese Ausgabe stieß auf Widerspruch vonseiten des Schachhistorikers Edward Winter, weil Capablancas Text verändert und Partien aus vorherigen Ausgaben entfernt worden seien, um neue Partien zu ergänzen, die nicht von Capablanca gespielt wurden.
Mehrfach hat er an Interzonenturnieren um die Schachweltmeisterschaft teilgenommen.

## Nationalmannschaft
De Firmian nahm mit der US-Auswahl zwischen 1980 und 2000 an acht Schacholympiaden teil. Beste Ergebnisse waren zwei zweite Plätze 1990 in Novi Sad und 1998 in Elista sowie drei dritte Plätze 1984 in Thessaloniki, 1986 in Dubai und 1996 in Jerewan. In der Einzelwertung erreichte er außerdem 1984 am zweiten Reservebrett und 1996 am ersten Reservebrett das jeweils drittbeste Ergebnis der Brettwertung. Nick de Firmian nahm außerdem an den Mannschaftsweltmeisterschaften 1989 und 1997 teil, wobei 1997 die Mannschaft der USA den zweiten Platz erreichte und 1989 de Firmian das beste Einzelergebnis am dritten Brett gelang.

## Vereine
De Firmian spielte in der deutschen Schachbundesliga von 1999 bis 2003 beim Lübecker Schachverein von 1873 und wurde mit diesem 2001, 2002 und 2003 Meister. In der schwedischen Elitserien spielte er von 2001 bis 2005 für Södra SASS, in der dänischen 1. Division in der Saison 1997/98 für den Espergærde Skakklub und in der Saison 2001/02 für den SK Sydkysten.

## Werke
- Modern Chess Openings
  - mit Walter Korn: 13. Ausgabe, A. & C. Black, 1990
  - 14. Ausgabe, Random House, 1999, ISBN 0-8129-3084-3.
  - 15. Ausgabe, Random House, 2008
- mit John Fedorowicz: The English Attack, Sterling, 2004, ISBN 978-0-945806-14-1.
- Hrsg. und Überarbeitung von José Raúl Capablanca: Chess Fundamentals. Completely Revised and Updated for the 21st Century. 1. Auflage 1921. Random House, 2006, ISBN 0-8129-3681-7.